# Alina Bivol
Alina Bivol est une joueuse d'échecs russe née le 19 janvier 1996. Grand maître international féminin depuis 2017, elle a remporté le championnat de Russie junior en 2015 et la médaille d'argent au championnat du monde d'échecs junior la même année.
Au 1er octobre 2018, elle est la 13e joueuse russe et la 61e joueuse mondiale avec un classement Elo de 2 403 points.